# Jaime Miralles
Jaime Miralles Álvarez (San Sebastián, 1 de octubre de 1920-Madrid, 20 de enero de 2003) fue un abogado monárquico español, padre del periodista Melchor Miralles, la académica de la Real Academia de Filatelia Mª Teresa Miralles, el fotógrafo y pintor Carlos Miralles, la psicóloga profesora de la Universidad Pontificia de Comillas Fátima Miralles, y el jurista y profesor de la UCM Pedro Pablo Miralles.

## Biografía
Desde 1944 era miembro del Colegio de Abogados de Madrid; con posterioridad, llegaría a estar inscrito en veinticuatro colegios de España. Fue vicepresidente del Movimiento Europeo. En 1962 intervino en el "Contubernio de Múnich", por lo que fue confinado a las Islas Canarias con Íñigo Cavero y Fernando Álvarez de Miranda.
Como letrado realizó intensa actividad en la defensa de presos políticos ante el Tribunal de Orden Público. Esta labor llevó a que fuera procesado por la autoridad militar judicial que en abril de 1972 decretó su ingreso en prisión, situación que generó iniciativas de solidaridad por parte de sus compañeros que motivaron que finalmente se dictara prisión atenuada en su vivienda. También sufrió multas administrativas, cuyo impago llevó a que sufriera embargos por parte de las autoridades franquistas. El 31 de mayo de 1974 fue juzgado en consejo de guerra por injurias a la Guardia Civil, siendo absuelto.
Fue miembro de la Comisión Internacional de Juristas. Así mismo, fue observador de la ONU en Nicaragua, El Salvador y Colombia. Fue comisionado por Amnistía Internacional en Chile durante el régimen de Augusto Pinochet. De 1960 a 1966 fue cronista de tribunales de ABC y en 1976 fue abogado de los militares de la Unión Militar Democrática en el consejo de guerra al que se les sometió. Perteneció al Comité de la fundación Instituto de la Transición Española, que depende de la Universidad de Segovia.

## Distinciones
- Gran Cruz San Raimundo Peñafort, concedida por el Ministerio de Justicia por sus méritos al servicio del Derecho (1994)